# Банковская школа
Банковская школа (англ. banking school) — теория денежной эмиссии, возникшая в начале 1800-х годов в Великобритании. В основу данной теории легла «Доктрина реальных векселей» Джона Ло, заключавшаяся в том, что банки могут выпускать бумажные деньги в неограниченном количестве для нужд экономики.
Банковская  школа возникла в развитие работ, написанных представителями денежной школы Лойдом и Торренсом, в ходе дискуссии о том, должны ли банковские билеты конвертироваться в золото по первому требованию их держателя. Сторонники банковской школы считают, что банкнот не может быть выпущено в большем объёме, чем требуется промышленности и торговле, то есть при неограниченной эмиссии денег их выпуск фактически ограничен потребностями экономики.
Банковская школа ратовала за сохранение действующей организации денежной эмиссии и обращения бумажных денег. Томас Тук поддерживал конкуренцию банкнот за пределами Лондона, однако был «за» монополию в столице. Джеймс Уилсон продвигал идею свободной конкуренции в банковском деле и полагал, что она должна повиноваться действию рыночных сил как это происходит в случае свободной торговли.
Представителями банковской школы являлись Джеймс Милль, Томас Тук, Джеймс Уилсон, Джон Фуллартон, Джон Стюарт Милль.